# Цанко Младенов
Цанко Първанов Младенов е български езиковед и литературен историк, доцент в Софийския университет.

## Биография
Цанко Младенов е роден на 3 февруари 1928 г. в село Режанци, Брезнишко, в учителско семейство. Израства в центъра на София, в района около Докторския паметник. Приятели от неговото детство са Петър Илчев, известен старобългарист, рано отишлият си преводач Владимир Мусаков (който е бил „вундеркиндът“ на групата), Александър Фол (добре познат историк). От дете Цанко Младенов по настояване на баща си изучава френски език в Алианса, а когато се премества да живее и преподава в Благоевград, продължава да получава вестник „L’Humanité“ – единствения достъпен за българи френски вестник преди 1990 г. Учи в Първа мъжка гимназия в София заедно със своите приятели, а след това продължава в Софийския университет.
Известно време преподава български език на чужденци, а след това постъпва на редовно асистентско място в Катедрата по български език на Софийския университет. По документи той е на основна работа в тази катедра до пенсионирането си и се хабилитира в нея като доцент по българска диалектология през 1979 г. с хабилитационен труд на тема „Вид и време на глагола в Брезнишкия говор“. В Благоевград е със статута на „временно преведен“ като ръководител на Катедрата по език и литература (1976 – 1990).
Близо десетилетие Цанко Младенов е лектор по български език и литература в Будапещенския университет.
Има публикации по литературна теория, литературна история, фонетика, морфология, диалектология.
Умира на 13 февруари 2008 г.